# یوهان اودلین
یوهان اودلین (انگلیسی: Yohann Eudeline؛ زادهٔ ۲۳ ژوئن ۱۹۸۲) بازیکن فوتبال سابق اهل فرانسه است که در پست مهاجم بازی می‌کرد.
از باشگاه‌هایی که در آن بازی کرده‌است می‌توان به باشگاه فوتبال گنگام، باشگاه فوتبال نانت، باشگاه فوتبال کان، باشگاه فوتبال آنژه، و باشگاه فوتبال سدان اشاره کرد.